# Vinabayesius naranjoi
Espèce
Vinabayesius naranjoi est une espèce de schizomides de la famille des Hubbardiidae.

## Distribution
Cette espèce est endémique de Cuba. Elle se rencontre dans les provinces de Granma et de Santiago de Cuba.

## Description
Le mâle holotype mesure 3,71 mm, les mâles mesurent de 2,7 à 3,7 mm et les femelles de 3,2 à 3,8 mm.

## Étymologie
Cette espèce est nommée en l'honneur de Juan Carlos Naranjo López (1952–2014).

## Publication originale
- Teruel & Rodríguez-Cabrera, 2021 : « Un nuevo género y una especie nuevos de Hubbardiinae Cook, 1899 (Schizomida: Hubbardiidae) de Cuba, con dos reubicaciones genéricas. » Revista Ibérica de Aracnología, no 39, p. 29-43.